# Glass House (Album)
Glass House ist ein Musikalbum von Patrick Shiroishi und die Musik zum gleichnamigen Theaterstück des Volta Collective unter der Regie von Mamie Green. Die vom November 2023 bis Februar 2024 im Studio Orange Door in Los Angeles entstandenen Aufnahmen erschienen am 20. September 2024 auf dem Label Otherly Love.

## Hintergrund
Glass House ist der Soundtrack zu einer unabhängigen Theaterproduktion, die die Funktion und Dysfunktion von Familien thematisiert. Shiroishis Saxophon übernimmt eine klagende und unterstützende Rolle neben Klavier, Field Recordings und anderen Instrumenten, wie Schlagzeug, Kontrabass, Keyboard und MIDI. Memories (I am in the vortex) besteht größtenteils aus leisen Brummen und häuslichen Geräuschen – unverständlichen Gesprächen, Telefonklingeln und Nebengeräuschen. Die Saxophonlinien tauchen langsam auf, eine langsam brodelnd im Hintergrund, die andere seltsam wehmütig im Vordergrund, notierte Mike Borella.
Das Theaterstück Glass Goude entstand unter der Regie und Choreografie von Mamie Green, die von Carl Gustav Jungs Theorie des „Traumhauses“ beeinflusst war: „Die Idee, dass die Architektur unserer Psyche auf unseren einzigartigen Erfahrungen aufbaut.“ Jungs Tagebücher sind reich an dieser Symbolik, und „Green erschafft ein Haus, das vor geistiger Zerrüttung und kollidierenden Emotionen pulsiert“. Die literarische Vorlage von Sammy Loren und Zoey Greenwald beleuchtet und verfremdet das Thema sexueller Missbrauch. Shiroichi verwendet für die Titel der einzelnen Stücke Sätze aus dem Skript von Sammy Loren und Zoey Greenwald, das während des Tanzstücks vorgelesen wurde.
Zum Album erschien ein Video von Luisa Dale Silva als Trailer für the procession, entstanden in Zusammenarbeit mit dem Volta Collective.

## Titelliste
- Patrick Shiroishi: Glass House (Otherly Love)

1. Memories (I Am in the Vortex)
2. What I Do Next Makes No Sense at All
3. The Procession
4. Someday You’ll Wake Up. And You Just Won’t Feel Like Playing Anymore // why not? I say

Die Kompositionen stammen von Patrick Shiroishi. Deren Titel sind dem Skript von Sammy Loren und Zoey Greenwald entnommen.

## Rezeption
Nur wenige Menschen sind im weiten Feld der kreativen Musik in der Lage, sich so ergreifend auszudrücken wie Patrick Shiroishi, schrieb Mike Borella (Avant Music News). Als Saxophonist und Komponist von Rockmusik, Jazz und abstrakter Musik bekannt, scheine jeder seiner Töne speziell darauf ausgelegt zu sein, Gefühle hervorzurufen. Größtenteils sei die Musik dieses Albums melancholisch und doch kompositorisch anspruchsvoll. Streicher und Bläser würden dunkle Atmosphären über tiefen Synthesizern erzeugen. Über all dem schwebe ein Gefühl der Vorahnung – dass jeden Moment etwas schiefgehen könnte. Glass House handele nicht von Antworten, sondern lade die Hörer dazu ein, „die unbequemen Wahrheiten darüber zu erkunden, was es bedeutet, den Raum mit denen zu teilen, die uns am nächsten stehen“.
Das Ergebnis von Shiroishis Arbeit, Greens Ideen für die Musik zu nutzen und sie die Musik an die Bewegung der Tänzer anzupassen, sei suggestiv und intim, verführerisch und gleichzeitig schelmisch, schrieb Eyal Hareuveni (Salt Peanuts). Glass House würde mit dem 16-minütigen, atmosphärischen Memories (I Am in the Vortex) beginnen, das langsam klangliche Unruhe und zunehmende Spannung in seine ätherische Erzählung einbezieht. Das folgende, vielschichtige what I Do Makes No Sense at All explodiere vor schneller, erhebender Freude und rufe athletische und ineinander verschlungene Bewegungen hervor. Das auf Piano und Synthesizern basierende Stück The Procession sei eine romantische Ballade, die zwischen Bewegung und Stillstand pendelt. Die Schlusssuite Someday You'll Wake up […] sei wiederum ein ehrgeiziges, minimalistisches Kammermusikstück, geschrieben für Harfe, Streicher, Klavier, Glockenspiel und dezente perkussive Klickgeräusche, das eine Zeit der Besinnung und Kontemplation biete. Dies sei ein wunderschönes und zutiefst bewegendes Werk.
Glass House sei eines von Shioichis bisher schwerelosesten Alben, meinte Ted Davis in Daily Bandcamp. Entstanden sozusagen als Nebenprodukt des gleichnamigen Performance-Stücks, würde hallig klingendes Piano und spärliche Feldaufnahmen verhindern, dass die Aufnahme lediglich als „Geste der Bewegung“ wirke. Stattdessen sei es eine Momentaufnahme eines notorisch frenetischen Musikers, der daran gemessen werden dürfte.